# Bdelyrus peruviensis
Bdelyrus peruviensis är en skalbaggsart som beskrevs av Cook 1998. Bdelyrus peruviensis ingår i släktet Bdelyrus och familjen bladhorningar. Inga underarter finns listade.